# Ямагиси, Хидэтада
Хидэтада Ямагиси (яп. 山岸 秀匡 Ямагиси Хидэтада, 30 июня 1973, Обихиро) — японский культурист, первый участник конкурсов Мистер Олимпия и Арнольд Классик из Японии.

## Биография
В 2008 году был арестован в аэропорту Лос-Анджелеса и обвинен в хранении и распространении стероидов, отпущен после 65 дней ареста.

### Профессиональная карьера
2006
- IFBB Grand Prix Austria — 12 место
- IFBB Grand Prix Holland — 4 место
- IFBB Grand Prix Romania — 6 место
- IFBB San Francisco Pro Invitational — 11 место
- IFBB Santa Susanna Pro — 12 место

2007
- IFBB Ironman Pro Invitational — 7 место
- IFBB Арнольд Классик — 13 место
- IFBB Atlantic City Pro — 9 место
- IFBB Olympia — 13 место
- IFBB Grand Prix Australia — 5 место
- IFBB Sacramento Pro Championships — 3 место

2008
- IFBB Atlantic City Pro — 9 место

2009
- IFBB Ironman Pro Invitational — 4 место
- IFBB Europa Show of Champions — 2 место
- IFBB Olympia — 9 место

2010
- IFBB Olympia — 10 место
- IFBB Арнольд Классик — 8 место
- New York Pro Championships — 2 место
- Orlando Show of Champions — 1 место
- Phoenix Pro — 2 место

2011
- IFBB Phoenix Pro — 2 место
- IFBB Tampa Pro — 2 место
- IFBB Мистер Олимпия — 10 место

2012
- IFBB Мистер Олимпия — 15 место